# اچ‌ام‌اس لابوآن (کی۵۸۴)
اچ‌ام‌اس لابوآن (کی۵۸۴) (به انگلیسی: HMS Labuan (K584)) یک کشتی بود که طول آن ۳۰۳ فوت ۱۱ اینچ (۹۲٫۶۳ متر) بود. این کشتی در سال ۱۹۴۳ ساخته شد.